# Катастрофа Ан-24 в Светлогорске
Катастрофа Ан-24 в Светлогорске — авиационная катастрофа, произошедшая 16 мая 1972 года. Самолёт Ан-24Т 263-го ОТАП ВВС Балтийского флота СССР совершал инспекторский полёт с целью облёта радиотехнической аппаратуры, но через 15 минут после взлёта в сложных метеоусловиях зацепил деревья и рухнул на здание детского сада в Светлогорске. В катастрофе погибли 35 человек — все 2 пассажира и 6 членов экипажа на Ан-24 и 27 человек на земле (24 ребёнка и 3 работника детского сада).

## Самолёт
Ан-24Т (заводской номер 9911302, серийный 13-02) был выпущен  Иркутским авиационным заводом в 1969 году. В том же году был передан 263-му отдельному транспортному авиационному полку ВВС Балтийского флота СССР, в котором получил бортовой-порядковый номер 05. Оснащён двумя турбовинтовыми двигателями АИ-24 производства ЗМКБ «Прогресс» имени А. Г. Ивченко.

## Экипаж
Состав экипажа борта 05 был таким:
- Командир — капитан Вилор Ильич Гутник.
- Помощник командира — старший лейтенант Виктор Баранов.
- Штурман — капитан Александр Костин.
- Бортинженер — прапорщик Николай Иванович Гаврилюк.
- Радиотехник — старший лейтенант Андрей Лютов.
- Воздушный стрелок-радист — прапорщик Леонид Сергиенко.

Также на борту самолёта находились 2 пассажира:
- подполковник Лев Денисов, старший лётчик-инспектор отдела безопасности полётов авиации ВВС Балтийского флота СССР.
- подполковник Анатолий Светлов, старший инженер по радиотехническому оборудованию.

## Хронология событий

### Предшествующие обстоятельства
13 мая 1972 года командующим ВВС Балтийского флота СССР генерал-полковником авиации Сергеем Гуляевым был утверждён план полётов. В соответствии с этим планом полёт должен был проходить по маршруту:
1. Взлёт в аэропорту Храброво
2. Город Зеленоградск
3. Мыс Таран
4. Посадка на аэродроме посёлка Коса
5. Взлёт с аэродрома посёлка Коса
6. Посадка на аэродроме посёлка Чкаловск
7. Взлёт с аэродрома посёлка Чкаловск
8. Посадка в аэропорту Храброво

16 мая 1972 года в 12:15 Ан-24Т борт 05 выполнил взлёт в аэропорту Храброво в сторону Балтийского моря. По плану полёт должен был выполняться визуально на высоте 500 метров, но исходя из доклада командира экипажа полёт проходил на высоте всего 50 метров. Все этапы маршрута должны были выполняться над морем.
Выполнив разворот над морем, самолёт пересёк береговую черту в районе Зеленоградска и взял курс к мысу Таран. Вскоре после этого метка борта 05 исчезла с экранов радиотехнических средств.

### Катастрофа
Примерно в 12:30 борт 05 вошёл в густой туман над Светлогорском на недопустимо малой высоте. На обрывистом берегу Светлогорска он зацепил крылом верхушки сосен и потерял часть крыла. После этого самолёт пролетел ещё около 200 метров, опрокинулся и рухнул на здание светлогорского детского сада. При столкновении со зданием его второй этаж был полностью разрушен.
В результате катастрофы произошла массовая утечка авиатоплива и начался сильный пожар; в тот момент в здании детского сада находились 29 человек (к моменту падения самолёта дети вернулись с прогулки и садились обедать). В катастрофе погибли все 8 человек на борту Ан-24 (6 членов экипажа и 2 пассажира), 24 воспитанника детского сада от 2 до 7 лет и 3 сотрудника детского сада — повар Тамара Янковская и воспитательницы Валентина Шабашова-Метелица (выжила в катастрофе, но скончалась в военном госпитале) и Антонина Романенко (тоже выжила, но скончалась в военном госпитале через 6 месяцев). Из всех находившихся в детском саду выжили лишь двое.
Результаты лабораторных исследований показали наличие алкоголя в крови пилотов.

## Реакция
К 21:00 16 мая, менее чем через 9 часов после катастрофы, был закончен разбор завалов: вывезены обломки самолёта и останки тел погибших. К утру 17 мая на месте детского сада было закончено сооружение маленького сквера. Ради минимизации огласки в день похорон погибших были отменены электрички и ограничено движение по автодорогам, соединяющим областной центр со Светлогорском. На кладбище собралось около 10 000 человек.

## Расследование
Расследование причин катастрофы в Светлогорске проводила московская комиссия, которую возглавлял заместитель министра обороны СССР по вооружению генерал-полковник Николай Алексеев.
Официальной публикации материалов расследования по состоянию на июль 2019 года нет. Обнародованной причиной катастрофы, которую, несмотря на свойственные тем годам усилия властей, скрыть не удалось, была названа «Неудовлетворительная подготовка и руководство полётом». Уголовное дело по факту катастрофы не возбуждалось. Итогом внутреннего расследования министерства обороны СССР стал секретный приказ министра обороны СССР Андрея Гречко, в соответствии с которым с должностей было снято около 40 военнослужащих.
Встречаются версии, основанные на отсутствии у экипажа должного опыта. Есть источники, которые, ссылаясь на предоставленные бывшим командующим ВВС Балтийского флота СССР генерал-лейтенантом Василием Проскурниным документы, публикуют версию о технической неисправности самолёта. В соответствии с ней при столкновении с соснами высотомер борта 05 показывал высоту 150 метров над уровнем моря, а реальная высота (в месте столкновения самолёта с деревьями) была 42 метра. Ошибка в показаниях высотомера объясняется тем, что накануне полёта в ВВС ВМФ СССР было принято решение о замене высотомеров с Ил-14 на Ан-24. Работоспособность высотомеров после такой замены не была проверена должным образом. Проведённые в ходе расследования эксперименты позволили установить: экипаж борта 05 получал данные с погрешностью до 60-70 метров.
Заслуженный летчик-испытатель России Владимир Бирюков полагает, что пилоты самолёта неправильно выставили давление при вылете или не установили его вовсе.

## Память
В 1994 году на месте катастрофы была возведена часовня с табличкой: «Храм-памятник в честь иконы Богоматери „Всех скорбящих Радость“ построен на месте трагической гибели детского сада 16 мая 1972 года».